# Esporo
Esporo fue un joven que llamó la atención del emperador Nerón por su parecido físico con su difunta esposa Popea Sabina, hasta el punto de que el emperador se unió a él en matrimonio tras ordenar la castración del muchacho.

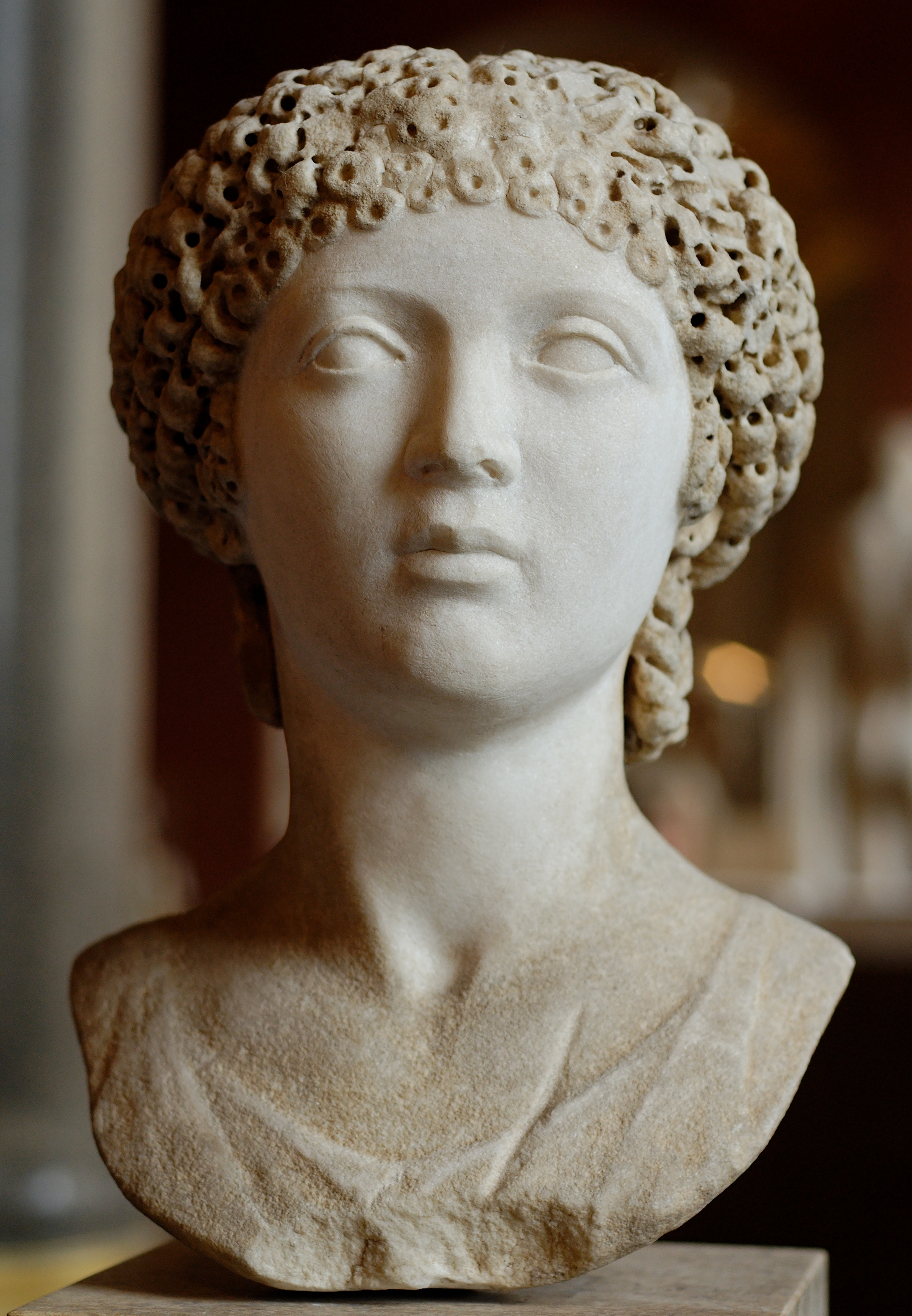
Busto del que tradicionalmente se ha considerado que representa a Popea Sabina. Museo del Louvre (París)

## Biografía
Esporo vestía elegante y finamente, se hacía pasear en litera y recibía del emperador muestras de su cariño en público.
Después de la muerte de Nerón en 68, Esporo fue favorito de Ninfidio Sabino y de Otón. Otón (que también había estado casado con Popea Sabina antes de divorciarse) también tomó a Esporo como consorte bajo el nombre de Popea.
Su sucesor, Vitelio, ordenó que Esporo actuara en el escenario del teatro en el papel de Perséfone siendo violada por Hades, una humillación final que llevó a Esporo al suicidio.